# Pimpinella buchananii
Pimpinella buchananii là một loài thực vật có hoa trong họ Hoa tán. Loài này được H.Wolff miêu tả khoa học đầu tiên năm 1912.